# Infraestructura verda-blava
El concepte d'Infrastructura verda o verda-blava és una xarxa que proveix els ingredients per a solucionar reptes urbans i climàtics al construir amb una visió compatible amb la natura. Fou introduït per la Unió Europea per a millorar les seues polítiques i estratègies, amb la finalitat d'aconseguir una restauració ambiental i evitar que es done lloc a una fragmentació territorial a nivell ecològic. Açò suposa la introducció d'un nou paradigma en les polítiques ambientals integrant les polítiques, normalment aïllades, que tracten de conservar la biodiversitat, amb les polítiques sectorials.

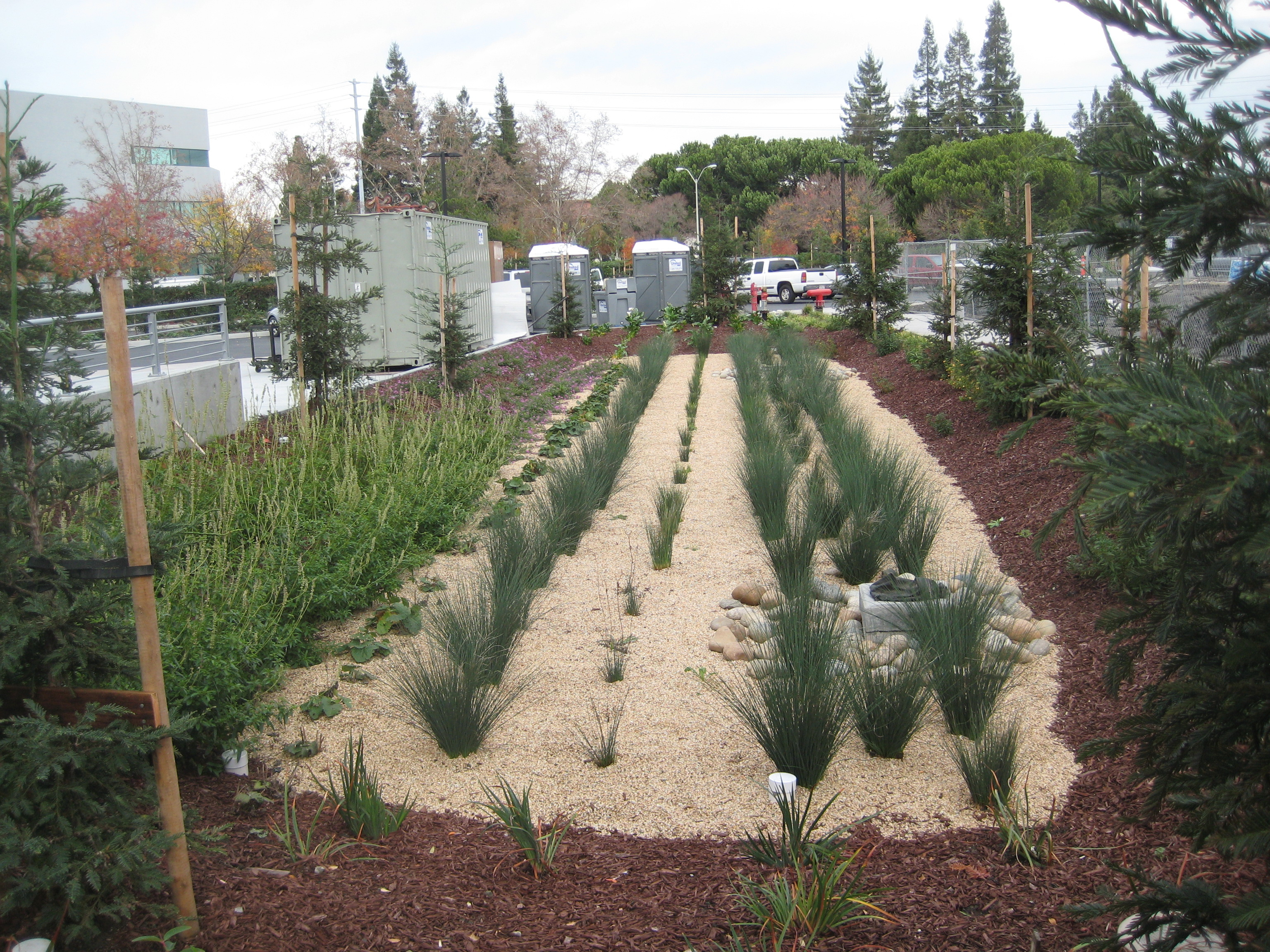
Infraestructura verda-blava

La Unió Europea defineix infraestructura com una xarxa estratègicament planificada de zones naturals i seminaturals d'alta qualitat amb altres elements mediambientals, dissenyada i gestionada per a proporcionar una àmplia varietat de serveis ecosistèmics i protegir la biodiversitat tant dels assentaments rurals com urbans.

## Construcció d'una infraestructura verda
En la pràctica, una de les formes més eficaces de construir una infraestructura verda és l'ordenació territorial, ja que permet investigar las interaccions entre diferents usos del sol a una zona geogràfica extensa.
L'ordenació territorial estratègica contribueix a localitzar els millor emplaçaments per a millorar els hàbitats, cosa que ajuda a connectar els sistemes sans, millorar la permeabilitat del paisatge o millorar la connexió entre zones protegides.
Una altra utilitat de l'ordenació del territori per a construir una infraestructura verda és allunyar les obres públiques i altres infraestructures potencialment conflictives, de les zones naturals més sensibles i dirigir-les cap a zones més robustes on puguen contribuir a la recuperació d'elements d'infraestructura verda o al seu desenvolupament.
L'ordenació territorial serveix també per a identificar zones multifuncionals, on es donaria prioritat als usos del sol compatibles amb la conservació d'ecosistemes sans front a altres usos més destructius.
Encara que els elements d'una xarxa d'infraestructures verdes poden operar a nivells diferents, normalment tenen que contar amb una certa massa crítica i un potencial de connectivitat per a contribuir de forma eficaç al conjunt de la infraestructura. Els ecosistemes són estructures vives complexes i dinàmiques que requereixen un volum mínim i un cert grau de connectivitat per a poder funcionar adequadament i poder sobreviure al canvi. Par davall d'un llindar crític, no podran regenerar-se i el seu valor social, econòmic i en terminis de biodiversitat descendrà dràsticament.

## Construcció d'una infraestructura blava
Les infraestructures blaves i verdes estan íntimament relacionades, i en elles són fonamentals les components o processos relacionats amb l'aigua compten per entendre el seu funcionament i els serveis que aporten. El redescobriment de les infraestructures blaves s'ha produït paral·lelament a la identificació del subministrament, eficiència i gestió de l'aigua com a aspectes crucials per lluitar contra els efectes del canvi climàtic. Una planificació i gestió adequada de l'aigua i dels seus ecosistemes associats resulta imprescindible per a la millora integrada dels processos territorials abastant qüestions lligades als recurs, i als efectes psicològics i emocionals en els ciutadans.

## Xarxa d'Infraestructures verdes i blaves
Les infraestructures verdes i blaves són eines, de diferents tipologies i funcionalitats i de caràcter estratègic, que actuen com a mesures per a l'adaptació i mitigació climàtiques. Les infraestructures verdes i blaves han estat aplicades en molt diferents àmbits físics i sectorials, a diferent grau de desenvolupament, ja que encara estan en fase incipient. En l'actualitat, la política i legislació europees impulsen decididament la seva aplicació per afrontar els múltiples desafiaments legals, tècnics i socials als quals s'enfronta el territori de la Unió Europea.
Una Xarxa d'Infrastructures Verdes i Blaves, en anglés BGIN, es defineix com "una xarxa estratègicament planificada d'ecosistemes i / o hàbitats naturals i seminaturals d'alta qualitat dissenyada i gestionada per brindar una àmplia gamma de serveis ecosistèmics i protegir la biodiversitat tant d'entorns rurals com urbans ". D'aquesta manera s'ha d'entendre com un instrument de planificació del paisatge amb l'objectiu d'optimitzar la disposició espacial dels ecosistemes, hàbitats i pràctiques de gestió-explotació en un territori determinat per millorar la conservació de la naturalesa i la biodiversitat, i al mateix temps es pretenen maximitzar la provisió de múltiples serveis ecosistèmics a les societats humanes vinculades a aquest territori. La implementació d'aquestes xarxes es supedita a les necessitats i potencialitats de cada territori, depenent per tant el seu disseny de les seues condicions inicials i futures demandes (estat de la biodiversitat, serveis ecosistèmics a prioritzar, demandes dels diferents grups d'interès, etc.). L'èxit a l'hora d'implementar aquests tipus de xarxes radica que els seus components puguin realitzar diverses funcions en una mateixa àrea, ja què així s'optimitza i rendibilitza l'ús i consum d'espai en el territori. Aquestes xarxes han de promoure solucions en les quals s'obté un guany generalitzat que ofereixen beneficis a una àmplia gamma de parts interessades, així com al públic en general.